# Феррис, Мигель Анхель (старший)
Мигель Анхель Феррис (старший) (исп. Miguel Ángel Ferriz Sr.) (29 ноября 1899, Мехико, Мексика — 1 января 1967, там же) — мексиканский актёр эпохи «Золотого века мексиканского кинематографа», внёсший огромный вклад в историю мексиканского кинематографа. Сыграл более 100 ролей в кино и телесериалах.

## Биография
Родился 29 ноября 1899 года в Мехико. В мексиканском кинематографе дебютировал в 1918 году и с тех пор снялся в 104 работах в кино и телесериалах. После съёмок в двух первых фильмах Куатемок (1918) и Серый автомобиль (1919), актёр перешёл в театр и сыграл ряд ролей в театральных постановках. В конце 1950-х годов актёр начал сниматься в телесериалах. Также актёр работал в области дубляжа, озвучив ряд зарубежных актёров.
Скончался 1 января 1967 года в Мехико.

## Личная жизнь
Мигель Анхель Феррис (старший) женился на актрисе Матильде Палоу. В этом браке у актёров родился сын, у которого в 1950 году появился сын, Мигель Анхель Феррис-младший  (1950-2013), который решил пойти по стопам своего деда и также стал актёром.

## Фильмография

### Телесериалы
- 1959 — Тайна
- 1964 — Всегда ваша

### Фильмы
- 1918 — Куатемок
- 1919 — Серый автомобиль — Рафаэль Меркаданте.
- 1932 — Врукопашную — Армандо.
- 1939 — Ночь Майя — Им Балам.
- 1942 — Остров страсти — Капитан Альенде.

## Дубляж
Мигель Анхель Феррис дублировал роли ряда зарубежных актёров: Рональд Колман (2 фильма), К. Обри Смит (5 фильмов), Генри О'Нейль (2 фильма), Генри Стефенсон (2 фильма), Альфред Хичкок (телесериал Альфред Хичкок представляет)